# ヴィルヘルム・フォン・ツヴァイブリュッケン

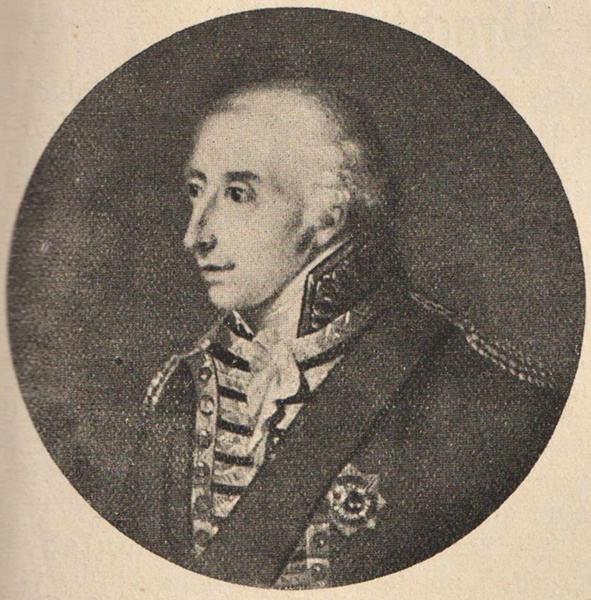
ヴィルヘルム・フォン・ツヴァイブリュッケン男爵

ヴィルヘルム・フライヘア・フォン・ツヴァイブリュッケン（Wilhelm Freiherr von Zweybrücken, vicomte de Deux-Ponts, 1754年6月18日 ツヴァイブリュッケン - 1807年7月21日 ミュンヘン）は、ブルボン朝末期フランス及びバイエルン王国の軍人。ツヴァイブリュッケン男爵、ドゥ＝ポン子爵。フランス語名はギヨーム・ド・ドゥ＝ポン（Guillaume de Deux-Ponts）。

## 生涯
プファルツ＝ツヴァイブリュッケン公クリスティアン4世とその貴賤婚の妻でフランス人ダンサーのマリアンヌ・カマス（フォアバッハ伯爵夫人）の間の第2子・次男。初名はフィリップ（Philipp）だったが、後に自らヴィルヘルムと改名した。1775年3月30日付で父公爵の裁可によりフォン・ツヴァイブリュッケンの貴族姓を得る。1782年、フランス王の裁可により同国のドゥ＝ポン子爵位を得る。1792年1月31日、父の後継者だった従兄の公爵カール・アウグストの裁可で公国の男爵位を得る。
兄クリスティアンと共にフランス軍に仕官した。1757年、3歳の時に父の計らいにより、フランス外国人連隊の1つでツヴァイブリュッケン（ドゥ＝ポン）公国領民で構成された王立ドゥ＝ポン連隊（現第99歩兵連隊）の士官に任官している。ロシャンボー将軍指揮下の臨時師団に組み込まれた同連隊の一員として、1781年アメリカ独立戦争において合衆国側で参加し、ヨークタウンの戦いなどに従軍した。このとき、ヴィルヘルムはシンシナティ協会会員となった  。
フランス革命後はバイエルン軍に移り、同国のハルチアー近衛連隊（Hartschier-Leibgarde）の連隊長及び将軍となった。死後、遺体はミュンヘンの旧南墓地の中央通路沿いに埋葬された。

## 子女
1780年、王妃マリー・アントワネットの寵臣ポリニャック公爵夫人の異母妹マルティーヌ＝アデライード・ド・ポラストロン（1760年 - 1795年）と結婚。間に4人の子をもうけた。
- クリスティアン（1782年 - 1859年） - バイエルン軍騎兵大将、ツヴァイブリュッケン男爵家最後の男系男子
- カール・アウグスト（1784年 - 1812年） - バイエルン軍騎兵士官、ボロジノの戦いで戦死
- マリア・アンナ（1785年 - 1857年） - 法律家・外交官アントン・フォン・ツェット（ドイツ語版）男爵の後妻
- ヘンリエッテ（1790年 - 1831年） - ジョゼフ＝マリー＝アレクサンドル・ド・ヴィリュー＝ボーヴォワール将軍[4]の後妻

## 引用・脚注
1. ↑  Johann Christian von Mannlich: Rokoko und Revolution (Lebenserinnerungen), Mittler Verlag, Berlin 1913, S. 205
2. ↑  Genealogische Seite zur Gattin
3. ↑  Genealogische Seite zur Familie
4. ↑  Französische Webseite zur Familie de Virieu, das genannte Paar unter Nr. XVII